# 菅野庭主
菅野 庭主（すがの の にわぬし、生没年不詳）は、平安時代初期の貴族。参議・菅野真道の近親か。官位は正五位上・木工頭。

## 経歴
従五位上まで昇進した後、平城朝の大同3年（808年）木工頭に任ぜられる。嵯峨朝に入ると大同4年（809年）正五位下、大同5年（810年）4月には藤原真夏・紀田上ら平城上皇派の官人らとともに叙位を受けて正五位上と続けて昇進するが、同年9月に薬子の変が発生すると安房権守に左遷された。

## 官歴
『日本後紀』による。
- 時期不詳：従五位上
- 大同3年（808年） 4月8日：木工頭
- 大同4年（809年） 9月1日：正五位下
- 大同5年（810年） 4月19日：正五位上。9月15日：安房権守